# 大分県道51号別府挾間線
大分県道51号別府挾間線（おおいたけんどう51ごう べっぷはさません）は、大分県別府市から由布市に至る県道（主要地方道）である。

## 概要
別府市大字浜脇から由布市挾間町挾間に至る。
大分県道619号中村別府線・大分県道601号小挾間大分線と合わせて、国道10号のいわゆる別大国道区間の山側を併走する道路で、緊急医療、広域観光振興のほか、海沿いを走る別大国道が津波等の災害で不通になった際の代替道としての役割も期待されている。
起点・終点付近では「高さ制限」や「離合困難」などの標識が立つものの、ほぼ全線にわたって道路改良・バイパス道路建設工事が進んでいる。1993年（平成5年）からは別府市大字浜脇から内成に至る全長3.87 kmの浜脇バイパスの整備が進められており、1998年（平成10年）度にはこのうち2.6 kmの供用が開始され、残る区間も2016年（平成28年）3月30日に開通している。同区間の市境となる鳥越峠にはループ橋の鳥越峠橋が設けられており、東九州自動車道からも望むことができる。

### 路線データ
- 起点：大分県別府市大字浜脇（浜脇公園前交差点、国道10号交点、大分県道619号中村別府線終点）
- 終点：大分県由布市挾間町挾間（挾間郵便局先交差点、国道210号交点、大分県道516号向之原停車場線終点）

## 歴史
- 1993年（平成5年）5月11日 - 建設省から、県道中村別府線の一部・県道高崎向ノ原線が別府挾間線として主要地方道に指定される[3]。
- 2016年（平成28年）3月30日 - 浜脇バイパス全線開通[2]。

## 路線状況

### 重複区間
- 大分県道619号中村別府線（別府市大字浜脇・浜脇公園前交差点（起点） - 由布市挾間町高崎）
- 大分県道601号小挾間大分線（由布市挾間町赤野 地内）

### 道路施設

#### 橋梁
- 鳥越峠橋（ループ橋、別府市）
- 新落合橋（石城川、由布市）
- 来鉢橋（由布川、由布市）

#### トンネル
- 浜脇トンネル：延長720 m、2016年（平成28年）竣工、別府市

## 地理

### 通過する自治体
- 別府市
- 由布市

### 交差する道路
| 交差する道路                                  | 市町村名 | 交差する場所 | 交差する場所              |
| --------------------------------------------- | -------- | ------------ | ------------------------- |
| 国道10号 大分県道619号中村別府線 重複区間起点 | 別府市   | 浜脇         | 浜脇公園前交差点 / 起点   |
| 大分県道696号高崎大分線                       | 由布市   | 挾間町高崎   |                           |
| 大分県道619号中村別府線 重複区間終点          | 由布市   | 挾間町高崎   |                           |
| 大分県道601号小挾間大分線 重複区間起点        | 由布市   | 挾間町赤野   |                           |
| 大分県道601号小挾間大分線 重複区間起点        | 由布市   | 挾間町赤野   |                           |
| 国道210号 大分県道516号向之原停車場線         | 由布市   | 挾間町挾間   | 挾間郵便局先交差点 / 終点 |

### 交差する鉄道
- 日豊本線

### 沿線
- JR九州日豊本線 東別府駅
- 浜脇温泉
- 別府市立浜脇中学校（2021年（令和3年）3月に閉校）
- 内成棚田
- 銭瓶峠
- 由布市立石城小学校
- 石城川郵便局
- 大分南警察署 石城川駐在所
- 高崎山登山口
- ボートレースチケットショップ由布（大村競艇）
- 菊家本社工場
- 挾間郵便局
- 由布市役所挾間庁舎（終点付近）
- 由布市立挾間小学校（終点付近）
- 由布市立挾間中学校（終点付近）
- JR九州久大本線 向之原駅（終点付近）

### 峠
- 鳥越峠（別府市 - 由布市）